# Anopheles pseudopictus
Anopheles pseudopictus är en tvåvingeart som beskrevs av Giovanni Battista Grassi 1889. Anopheles pseudopictus ingår i släktet Anopheles och familjen stickmyggor.
Artens utbredningsområde är Italien. Inga underarter finns listade i Catalogue of Life.